# Pidonia straminea
Pidonia straminea là một loài bọ cánh cứng trong họ Cerambycidae.